# Csillag Gábor
Csillag Gábor (Budapest, 1964. november 30. –) kulturális antropológus, kommunikációs szakember.

## Tanulmányok
Középiskolai tanulmányait a New Yorki ENSZ Nemzetközi Iskolájában (UNIS) végezte. Később az ELTE Bölcsészettudományi Karon szerzett diplomát kulturális antropológiából. Ezt követően itt volt óraadó tanár 1997 és 2005 között. Elsősorban művészetantropológiával, halálkultuszokkal és városi szubkultúrákkal foglalkozott.
2001-ben történelem szakon szerzett újabb diplomát a Közép-európai Egyetemen.

## Zöld aktivizmus
2001-2007 között a zöld ifjúsági szervezet, a Zöld Fiatalok (ZöFi) szóvivője. Nemzetközi porondon a Fiatal Európai Zöldek Szövetségének (Federation of Young European Greens) magyarországi képviselője. A hazai Indymedia (Independent Media Center) egyik szerkesztője.
2006-2008 között a Védegylet kommunikációs munkatársa.

## Kommunikáció
2008-ban a még mozgalomként szerveződő LMP (Lehet más a politika) egyik kezdeményezője és szervezője, majd 2009-ben a párt egyik alapító tagja, annak első kommunikációs igazgatója. 2011-2013-ig az LMP kommunikációs tanácsadója. Ez idő alatt az ő vezetésével alakul az az akcionista kommunikációs stílus, amely új irányt ad az akkori demonstrációs kultúrának. Számos erőszakmentes tüntetés, akció és tiltakozás tervezője, mint például a 2011. december 23-ai Parlamenti Blokád, melyben egy sor parlamenti képviselő és több tucat aktivista láncokkal összekötve formált élőláncot az Országgyűlés épülete körül, tiltakozásul az Orbán-kormány antidemokratikus intézkedései ellen. 2012 júliusában újabb területfoglalási akcióban több tucat aktivista és politikus képletesen elfoglalta a - Simicska Lajos tulajdonában álló - Közgép Zrt udvarát. 2013-ban sokakkal együtt kilépett az LMP-ből. Alapító tagja és első kommunikációs igazgatója lett az akkor alakult Párbeszéd Magyarországért elnevezésű új zöld pártnak, ahol folytatta az akcionista tevékenységet. Ilyen volt például a 2013-as „sátrazás” a Sándor-palota elött, melyben a korrupció, a földlopás, a trafikmaffia ellen demonstráltak, vagy a Lánchídon lelógatott – a paksi atomreaktor bővítése ellen tiltakozó – óriás molinó kifüggesztése.
Erről az időszakról és az akcionista kommunikációról írt könyve 2024-ben jelent meg Lázadás haladóknak és kezdőknek - Útmutató a politikai tiltakozáshoz címen.